# 국제재무분석사
국제재무분석사(Chartered Financial Analyst, CFA)는 미국 CFA institute에서 자격을 부여하는 재무분석사의 영어 명칭이다.

## 같이 보기
- 전문 인증
- 국제공인투자분석사(CIIA)
- 미국공인가치평가사(CVA)
- 국제재무설계사(CFP)
- 국제가치평가사(ICVS)
- 국제재무위험관리사(FRM)
- 미국 세무사(EA)
- 최고재무책임자
- 경영학 석사